# Tillandsia kessleri
Tillandsia kessleri là một loài thuộc chi Tillandsia. Đây là loài đặc hữu của Bolivia.